# 矢崎藍
矢崎 藍（やざき あい、1940年11月6日 - ）は、エッセイスト、作家。
東京都生まれ。本名・柴田竹代。1963年お茶の水女子大学国文科卒。児童読物雑誌の編集者をへて母となり、1980年に短編小説集『ああ子育て戦争』がベストセラーとなり、文筆活動に入る。現代付け句・連句を提案。連句協会理事。ころも連句会代表。1993年より豊田短期大学教授。1998年より桜花学園大学客員教授、教授。2011年退職。愛知県豊田市在住。25歳のときに結婚し、同時に夫の住む豊田市に移住した。ペンネームの「矢」は自宅の側を流れる矢作川に由来する。

## 著書
- 『ああ子育て戦争 小説・親子事情』学陽書房 1980　のち角川文庫、学陽書房女性文庫
- 『小説母親の条件』学陽書房 1982
- 『幸せくらべ 小説・家庭崩壊』学陽書房 1984
- 『女と男のいる古典の世界』学陽書房 1986
- 『思春期ときめきヒジョーシキ』学陽書房 1986
- 『チャーリー!』伊東美貴絵 筑摩書房 1988
- 『みもこがれつつ 物語百人一首』筑摩書房 1989　のち文庫
- 『チャーリーと鯖ネコ』伊東美貴絵 筑摩書房 1991
- 『連句恋々』筑摩書房 1992
- 『いまどき子どもの親講座』日本放送出版協会 1993
- 『平成つけ句交差点 あなたの77、私の575』筑摩書房 1996
- 『おしゃべり連句講座』日本放送出版協会 1998
- 『付け句恋々』中日新聞社 2004